# Distretto di Cècèg
Il distretto di Cècèg è uno dei diciassette distretti (sum) in cui è suddivisa la provincia di Hovd, in Mongolia. Conta una popolazione di 2.423 abitanti (censimento 2010). 